# Cyprinodon longidorsalis
Cyprinodon longidorsalis – gatunek ryby z rodziny karpieńcowatych. Występował endemicznie w Charco la Palma, niewielkim stawie w południowo-zachodniej części stanu Nuevo Leon w Meksyku. Gatunek wyginął na wolności w 1994 roku z powodu utraty siedliska naturalnego (staw wyschnął z powodu nadmiernego pompowania wód gruntowych). Obecnie występuje tylko w niewoli.